# Fulvio Sigurtà

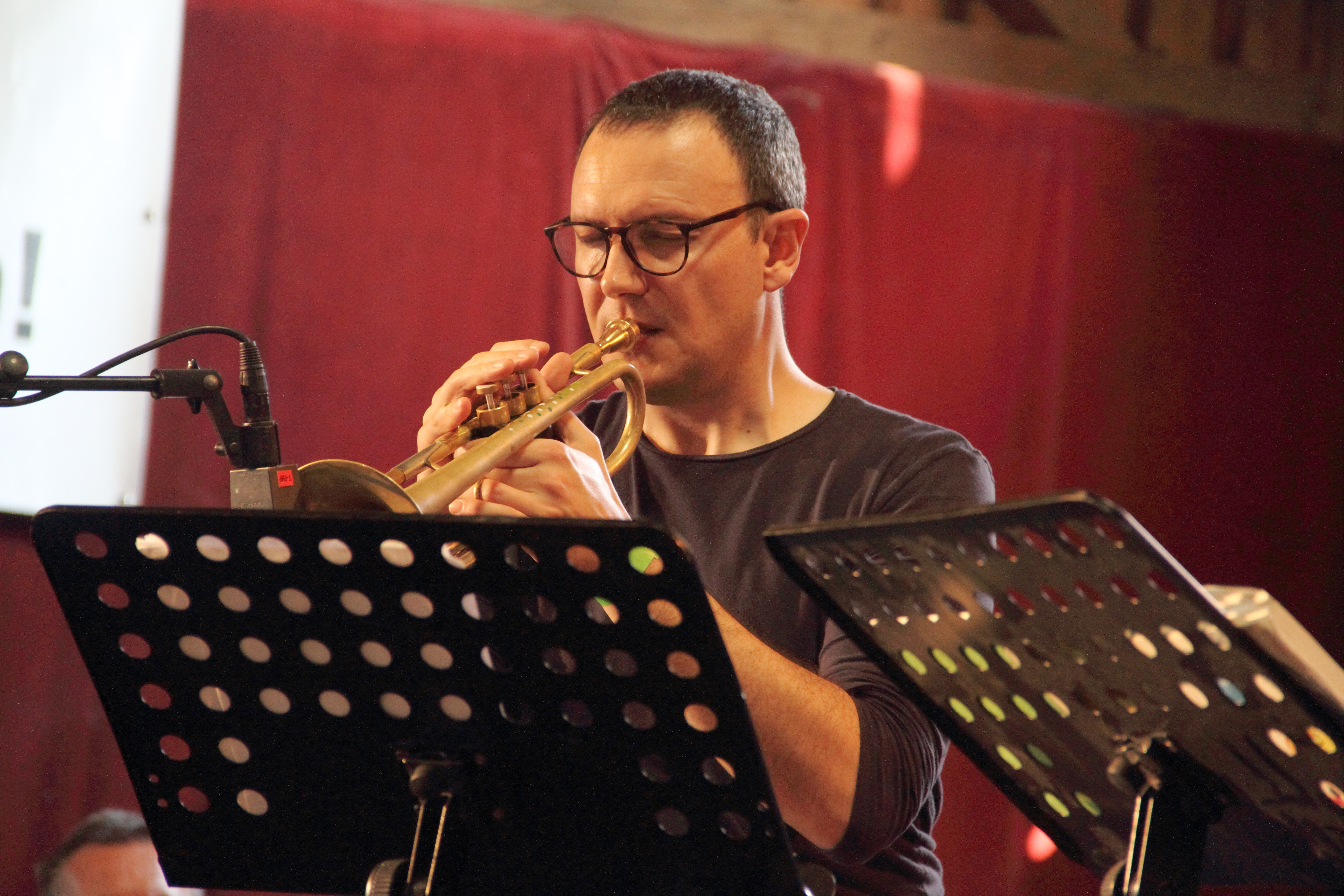
Fulvio Sigurtà (2017)

Fulvio Sigurtà (* 20. September 1975 in Brescia) ist ein italienischer Jazzmusiker (Trompete, Flügelhorn, Komposition); er gilt als einer der interessantesten Jazztrompeter Italiens.

## Leben und Wirken
Sigurtà begann schon sehr früh Trompete zu spielen und trat mit 15 Jahren in das Conservatorio Luca Marenzio in Brescia ein. Dort machte er 1998 sein Diplom als klassischer Trompeter. Im selben Jahr begann er ein Jazzstudium bei Paolo Fresu am Semi-Nari von Nuoro und setzte es dann an der Scuola Civica di Milano fort, wo er bei Emilio Soana und Franco Cerri studierte, sowie am Konservatorium von Brescia, wo er 2004 einen Abschluss in Jazz erhielt, nachdem er 2003 nach Boston zog, um mit einem Stipendium am Berklee College of Music zu studieren. 2005 absolvierte er einen Master mit Auszeichnung an der Guildhall School of Music and Drama in London.
Nachdem Sigurtà zunächst mit Angelo Peli, Roberto Soggetti und Sandro Gibellini auftrat, war er 2007 mit der Guildhall Big Band und John Taylor an einem Album beteiligt. Im selben Jahr schloss er sich mit Dino Piana und Enzo Pietropaoli der Band von Gianni Coscia an, mit der das Album Frescobaldi per noi entstand. Er war dann an Touren und Aufnahmen mit Nostalgia 77, Giovanni Guidis Unknown Rebel Band, Paolo Damiani, Enzo Pietropaoli Yatra, Mayra Andrade, Cristina Zavalloni, Gabriele Mirabassi, dem Lydian Sound Orchestra, Jamie Cullum oder Keith und Julie Tippetts beteiligt. 
Sigurtà produzierte 2007 mit dem Titel Conversations (Impossible Ark Records) ein erstes eigenes Album im Duo mit dem Gitarristen Federico Casagrande. 2010 folgte Coincidence (Palomar Records) als Duoalbum mit dem Bassisten Giovanni Maier. Seit 2011 legte er in unterschiedlichen Besetzungen mehrere Alben bei CAM Jazz vor. Er ist auch auf Alben von Francesco Turrisi, Gregory Porter (Liquid Spirit), Sara Mitra, dem Keith Tippett Octet und Emilia Mårtensson zu hören. 2020 war er der Solist in einer Neuaufführung von Kenny Wheelers Sweet Time Suite.
Sigurtà erhielt 2011 eine Auszeichnung als bestes neues Talent beim italienischen Top Jazz-Referendum.

## Diskographische Hinweise
- House of Cards (CAM Jazz 2011, mit James Allsopp, Federico Casagrande, Riaan Vosloo, Timothy Giles)
- Fulvio Sigurtà & Claudio Fillipini Through the Journey (CAM Jazz 2012)
- Enzo Pietropaoli, Battista Lena, Fulvio Sigurtà: La Notte (Fonè 2012)
- Fulvio Sigurtà, Andrea Lombardini & Alessandro Paternesi: SPL (CAM Jazz 2013)
- The Oldest Living Thing (CAM Jazz 2015, mit Steve Swallow, Federico Casagrande)